# Victorkerk (Apeldoorn)
De Victorkerk, vroeger Sint-Victorkerk, is een voormalig rooms-katholieke kerk in Apeldoorn, gelegen aan de Jachtlaan. De kerk werd in 2013 aan de eredienst onttrokken. In 2015 heeft de Hersteld Hervormde Gemeente van Apeldoorn het gebouw gekocht. In april 2017 nam de Hersteld Hervormde Gemeente het kerkgebouw na een grondige renovatie in gebruik. 

## Historie
De kerk werd in 1955 gebouwd naar plannen van architect H.W. Valk en zijn zoon G.H.F. Valk. Het is een driebeukige kruisbasiliek met asymmetrisch tweetorenfront. De gebrandschilderde ramen zijn van L. Simon. Het kerkgebouw lijkt veel op de eveneens door Valk ontworpen Petrus en Pauluskerk in Arcen.
De Sint-Victorkerk werd aan de Rooms-Katholieke eredienst onttrokken op 7 juni 2013. Tussen 2013 en 2015 was het gebouw in bezit van een kinderdagverblijf. In 2015 werd het kerkgebouw aangekocht door de Hersteld Hervormde Gemeente van Apeldoorn. Na een ingrijpende restauratie, waarbij onder meer klimaatbeheersing en vloerverwarming werden geïnstalleerd, werd het kerkgebouw op 17 april 2017 in gebruik genomen door de Hersteld Hervormde Gemeente. De naam werd daarbij gewijzigd in Victorkerk.